# Franz Rubant
Franz Rubant (* 31. Juli 1896 in Wien; † 7. März 1963 ebenda) war ein österreichischer Politiker (SPÖ) und Rechnungsbeamter. Er war von 1945 bis 1949 Mitglied des Bundesrates und von 1945 bis 1948 Vorsitzender der Gewerkschaft der öffentlich Bediensteten.

## Leben
Franz Rubant besuchte nach der Volksschule und der Mittelschule eine dreiklassige Handelsfachschule. Anschließend war er als Rechnungsbeamter in der Finanzverwaltung tätig. 1945 wurde er Vorsitzender der Gewerkschaft der öffentlich Bediensteten. 1948 folgte ihm Fritz Koubek in dieser Funktion nach. Vom 19. Dezember 1945 (V. Gesetzgebungsperiode) bis zum 5. Dezember 1949 (VI. Gesetzgebungsperiode) vertrat er die SPÖ im Bundesrat.
Rubant starb am 7. März 1963 im Alter von 66 Jahren.